# Ollbergstjärnen
Ollbergstjärnen är en sjö i Älvsbyns kommun i Norrbotten och ingår i Piteälvens huvudavrinningsområde. Sjön har en area på 0,0363 kvadratkilometer och ligger 238,2 meter över havet.

## Delavrinningsområde
Ollbergstjärnen ingår i det delavrinningsområde (731752-172224) som SMHI kallar för Inloppet i Isträsket. Medelhöjden är 242 meter över havet och ytan är 33,99 kvadratkilometer. Det finns inga avrinningsområden uppströms utan avrinningsområdet är högsta punkten. Isträskbäcken som avvattnar avrinningsområdet har biflödesordning 2, vilket innebär att vattnet flödar genom totalt 2 vattendrag innan det når havet efter 72 kilometer. Avrinningsområdet består mestadels av skog (76 procent) och sankmarker (16 procent). Avrinningsområdet har 0,04 kvadratkilometer vattenytor vilket ger det en sjöprocent på 0,1 procent.